# Chryzant (Rietiwcew)
Chryzant, imię świeckie: Władimir Nikołajewicz Rietiwcew (ur. 1832 w Esce, zm. 1883 w Połtawie) – rosyjski biskup prawosławny.

## Życiorys
Był synem kapłana prawosławnego. Ukończył seminarium duchowne w Twerze. W 1856 uzyskał dyplom Moskiewskiej Akademii Duchownej i został zatrudniony jako wykładowca Pisma Świętego w seminarium duchownym w Kostromie. W 1857 uzyskał tytuł magistra nauk teologicznych. 29 września 1857 złożył wieczyste śluby mnisze, dzień później przyjął święcenia diakońskie, zaś 3 października tego samego roku - kapłańskie. Od 1858 wykładał w Kazańskiej Akademii Duchownej w katedrze teologii ogólnej. Od 1860 zasiadał w komitecie Rosyjskiego Kościoła Prawosławnego odpowiedzialnym za przekład Biblii na współczesny język rosyjski. W 1865 otrzymał tytuł naukowy profesora nadzwyczajnego. Pionier rosyjskiego religioznawstwa.
W tym samym roku został przeniesiony do Petersburskiej Akademii Duchownej, gdzie pracował w katerze teologii moralnej. Jego przeniesienie dokonało się z inicjatywy rektora Akademii Petersburskiej, archimandryty Jana (Sokołowa). W 1866 otrzymał godność archimandryty, został inspektorem Petersburskiej Akademii Duchownej i kierownikiem katedry teologii dogmatycznej. Od 1869 był rektorem Akademii.
29 grudnia 1874 miała miejsce jego chirotonia na biskupa astrachańskiego i jenotajewskiego. W eparchii powołał do życia oficjalny organ prasowy, kontynuował również pracę naukową; w 1876, za całokształt pracy duszpasterskiej w Astrachaniu otrzymał Order św. Anny I stopnia. W roku następnym został przeniesiony na katedrę niżnonowogrodzką i arzamaską.
W 1879, wskutek dwóch udarów mózgu, stracił władzę nad prawą połową ciała. Poprosił wówczas o przeniesienie w stan spoczynku. Jego prośba została zaakceptowana. Duchownego skierowano do monasteru Podwyższenia Krzyża Pańskiego w Połtawie. W 1883 doznał trzeciego udaru, który stał się przyczyną jego śmierci.